# Intraday Reversal
Intraday Reversal ist ein finanzanalytischer Begriff aus der Charttechnik. Ein Intraday Reversal liegt vor, wenn der Kurstrend eines Spekulationsobjekts (zum Beispiel eines Wertpapiers oder eines Börsenindex) innerhalb eines Tages die Richtung wechselt. Intraday-Reversal ist somit die Bezeichnung für die innerhalb eines Tages stattfindende Umkehr von steigenden auf fallende oder fallenden auf steigende Kursentwicklungen.

## Candlestick-Formation
Der Hammer ist eine Candlestick-Formation, die ein klassisches Intraday Reversal anzeigt.